# Abbaye Notre-Dame de Beauchêne
L'abbaye Notre-Dame de Beauchêne est une abbaye catholique romaine située à Cerizay (Deux-Sèvres), en France.

## Description
L'abbaye, située dans le territoire ecclésiastique de l'archidiocèse de Poitiers, est toujours en activité, confiée à 14 chanoines réguliers du Latran depuis 1870 (année d'arrivée des chanoines) lors de l'érection du sanctuaire en abbaye (en 1873) par Louis-Édouard Pie et Pie IX. Les chanoines vivent la règle de saint Augustin. Le sanctuaire fut construit au XIIe ou XIIIe siècle avec le concours de Guillaume de Puyguyon.
À proximité se situe le bâtiment qui héberge les chanoines, édifié au XIXe siècle.
La chapelle abrite une Vierge à l'Enfant, Notre-Dame de Beauchêne « Reine du Bocage ».
La congrégation est membre de la Confédération des chanoines réguliers de saint Augustin, qui rassemble par exemple les abbayes de Lagrasse (Aude) ou La Cotellerie (Mayenne).
Le Président de la République française y dispose d'une stalle d'honneur comme « premier et unique chanoine honoraire de l’archibasilique du Latran ».

## Localisation
L'abbaye est située dans le département français des Deux-Sèvres, sur la commune de Cerizay.

## Historique

### Construction du sanctuaire
La chapelle, de plan carré et de style byzantin, fut construite au XIIe siècle. L'extension gothique fut ajoutée entre les XIIIe et XVe siècles, avec l'ajout d'une tourelle extérieure et de deux grandes fenêtres.
D'après l'ouvrage de Dom Victor Bonneau, des bénédictins de l'abbaye de Saint-Jouin-de-Marnes auraient caché dans un chêne du « Champ de l'Image » une statuette représentant une Vierge à l'Enfant. Selon la légende, celle-ci aurait été retrouvée par un bouvier dont le bœuf resta plusieurs jours près du tronc, et proposée à la vénération des fidèles. Le bourg aurait pris le nom de « Bouschaigne », signifiant le « chêne au bœuf ». Le seigneur Guillaume de Puyguyon fit construire la chapelle pour abriter la statue. Par testament, Pierre de Puyguyon fit don le 27 décembre 1373, en exécution du testament de son père Jacques, d’une somme d’argent pour la réparation de la chapelle et d'un coussin rapporté des croisades et qui aurait appartenu à la sainte Famille. Vers 1350, Jacques de Puyguyon « ordona par son testament de mettre entre les mains des prêtres de Beauchaigne le chevet de Notre-Dame ».

### Guerres de Religion
Au cours des Guerres de religion, la chapelle subit des exactions par les troupes de Philippe Duplessis-Mornay en 1562 : la chapelle fut incendiée, la cloche fondue, et la statue détruite. Le chevet de la Vierge, relique ramenée des croisades fut brûlé lors de l'incendie.
La statue fut recrée au XVIe siècle ou XVIIe siècle par un sculpteur à partir du tronc du chêne du lieu-dit « Champ de l'Image », où fut sculptée la première statue. La statue prit le nom de « Notre-Dame, secours des chrétiens », selon la dévotion née après la bataille de Lépante. La chapelle était desservie par un chapelain de 1758 à la Révolution française, d'après un acte d'Anne Granges de Surgères de Puyguyon au château de Vezins le 10 avril 1758.

### Guerres de Vendée
L'abbaye est située au cœur de la Vendée militaire. La chapelle fut profanée par le général Chalbos en octobre 1793, après qu'il a incendié le château de Puyguyon. La colonne du général Louis Grignon passe par Cerizay le 26 janvier 1794. Des soldats bleus sont défaits au lieu-dit Bel-Air à proximité du sanctuaire par le général vendéen Gaspard de Marigny qui pria au sanctuaire avec 600 soldats vendéens. La statue fut protégée en étant transférée dans le domicile d'habitants du bourg, et les vases liturgiques furent enterrés dans un pré voisin, au pied d'un noisetier. Dom Victor Bonneau rapporte que la statue fut retrouvée dans un châtaignier, dans le même champ où l'on retrouva la première statue au « Champ de l'Image ».
Entre 1734 et 1791, la chapelle appartenait à Élisabeth des Granges de Surgères, fille du marquis de la Flocellière et de Puyguyon. C'est Louise-Victoire de Donissan de La Rochejaquelin qui en hérita par son mariage avec Louis de Lescure.
La chapelle fut vendue comme bien national en 1796, puis rachetée par la famille de La Rochejaquelein et de Beauregard de Clisson. Vers 1860, le député royaliste Julien de La Rochejaquelein exécute le testament de sa grand-mère, Victoire de Donnissan de La Rochejaquelein, en cédant la chapelle au diocèse de Poitiers. Dom Victor Bonneau rapporte que l'abbé Honoré Ménard fit une restauration de l'autel et des vitraux, détruits lors de la guerre de Vendée.

### Arrivée et expulsions des chanoines sous laIIIeRépublique
Les chanoines réguliers du Latran furent installés en 1870 par Louis-Édouard Pie, archevêque de Poitiers. Parmi eux, Pio-Maria Mortara, protagoniste de l'Affaire Mortara fit ses vœux en 1872. En 1873, la chapelle fut élevée au rang d'abbaye par le pape Pie IX. L'abbé Lalli en fut le premier père abbé. Entre 1870 et 1892, les chanoines logèrent au château de La Tramblaye (Le Pin, Deux-Sèvres), durant les travaux de construction de l'abbaye qui s'achevèrent en mars 1892.
En 1880, les chanoines sont expulsés en application des lois sur les congrégations par le préfet Jules Barrême de Niort, et le sous-préfet Regnault, le 29 octobre 1880, accompagnés de quatre brigades de gendarmes. Dom Victor Bonneau rapporte que près de mille fidèles s'étaient réunis devant la chapelle pour empêcher les expulsions.
Le 7 novembre 1880, quatre mille fidèles vinrent protester contre les mesures d'expulsion. Les chanoines furent accueillis aux châteaux du Deffend (Montravers) et de la Louisière (à Cerizay). En 1885, le monastère fut de nouveau mis en vente comme bien national, et racheté par Julien de La Rochejaquelein, député royaliste des Deux-Sèvres.
Le 19 juillet 1892, Léon XIII accorda pour sept ans l'indulgence plénière de la Portioncule pour les fidèles venant en pèlerinage au sanctuaire le 2 aout entre midi et le coucher du soleil en priant au intentions du pape.
Les chanoines furent de nouveau expulsés en 1903. Une partie d'entre-eux partirent en Belgique et aux Pays-Bas dès 1901.  Le monastère fut remis aux chanoines en 1920 (un an après la levée d'interdiction d'y célébrer la messe).
Dom Victor Bonneau rapporte des phénomènes guérisons miraculeuses obtenues par des fidèles après un pèlerinage au sanctuaire :
- Alexandre Diguet en 1835 ;
- X Poupain en 1846 ;
- Louise-Henri Filluzeau (en religion sœur Marie-Madeleine) en 1864. Un vitrail de la chapelle la représente posant ses béquilles devant le retable de Notre-Dame de Beauchêne ;
- Marie Ayrault en 1864 ;
- Théophile Fueau en 1872 ;
- Louise Poupain en 1872 ;
- Gabriel Banassat en 1874 ;
- François Paillard en 1885 ;
- Léontine Toqueraud en 1891 ;
- Joséphine Boiteau en 1892 ;
- Anselme Morisseau en 1892.

Quinze cantiques furent écrits par les chanoines sur des airs populaires pour accompagner les pèlerinages du 8 septembre à l'abbaye.

### Époque contemporaine
Depuis 1947, les chanoines éditent la revue trimestrielle Le Messager de Notre-Dame de Beauchêne,.
En 1955, la statue fut couronnée « Reine du Bocage » devant 13 000 fidèles, en présence des évêques de Poitiers, Luçon et La Rochelle.
En 1992, les chanoines deviennent définitivement propriétaires de l'abbaye.
Le 3 octobre 2021, la statue est placée dans un nouveau retable après avoir été bénie et recouronnée à Rome par le pape François le 30 janvier 2021,. Le retable présente aussi des bijoux offerts par les fidèles. Celestino Migliore procèda à l'installation. Un nouveau vitrail, créé en 2022, représentant les chanoines autour du pape François et de la statue est installé au-dessus du narthex.
Le chœur, construit lors de la réforme liturgique du concile Vatican II, subit également une restauration entre 2021 et 2024 : l'autel (qui contient désormais les reliques de saint Maurice d'Agaune), le tabernacle et les stalles sont restaurés dans le style néogothique. L'ensemble fut consacré le 11 septembre 2022 par Robert Sarah, préfet émérite Congrégation pour le Culte divin et la discipline des Sacrement.
Depuis un décret de 2024 de Franco Bergamin, père abbé général de l'ordre des chanoines réguliers du Latran, le sanctuaire prend le nom de « Sanctuaire de Notre-Dame de Beauchêne et de la Divine Miséricorde ». Le 15 août 2024, un nouveau retable accueille les reliques de saint Jean-Paul II et sainte Faustine Kowalska, autour de l'icône de la Miséricorde Divine.
La communauté compte aujourd'hui quatorze chanoines. La fête patronale de l'abbaye est le 8 septembre.

### Le petit séminaire
Entre 1874 et 1875, l'abbaye accueillait un petit séminaire avec sept élèves. Il fut recréé entre 1953 et 1970 au 9, rue du Temple à Bressuire (Deux-Sèvres).

### Liste des prieurs
1. Dom Joseph Mariani (1872-1876)
2. Dom Alphone Lalli (1876-1880)
3. Dom Gélase Barsotti (1880-1881)
4. Dom Prosper Rousseau (1881-1893)
5. Dom Jean-Baptiste Vuillemin (1893-1896)
6. Dom Proser Rousseau (1896-1903)
7. Dom Jean-Baptiste Vuillemin (1905-1908)
8. Dom Isidore Bravard (1911-1916)
9. Dom Joseph Ménard (1916-1919)
10. Dom Louis Roux (1919-1920)
11. Dom Augustin Marlangeaon (1920-1923)
12. Dom Louis Roux (1923-1932)
13. Dom Augustin Marlangeaon (1932-1933)
14. Dom Gabriel Rivert (1933-1952)
15. Dom Yves Petit (1952-1955)
16. Dom Rémi Thabault (1955-1964)
17. Dom Antoine Dries (1964-1973)
18. Dom Rémi Thabault (1973-1993)
19. Père Joseph Vennix (1994)
20. Père Édouard Bodin (1995-2000)
21. Père Didier Granjou (2001)
22. Père Benoît Krieg (2002)
23. Père Didier Granjou (2003-2006)
24. Père Joseph Vennix (2007-2016)
25. Père Paul Pawlak (depuis 2016)

## Mise en valeur
Chaque été, au mois d'août, se joue dans le parc de l'abbaye le spectacle Beauchêne : Un mystérieux héritage. Il est proposé par l'association du sanctuaire de Beauchêne qui comporte 300 bénévoles.

### Sources
- Dom Victor Bonneau, Histoire du pélerinage de Notre-Dame de Beauchêne au bocage vendéen , Hachette Livres, Bnf, 1893 (ISBN 978-2019217181, lire en ligne).
- Guy Barrey et Françoise Pichard (couverture et illustrations) (préf. Robert Sarah), Pèlerinages de France, Versailles, Via Romana, mai 2017, 314 p. (ISBN 978-2-37271-074-9, présentation en ligne).